# 4AD
4AD est un label discographique indépendant britannique de pop et rock, basé à Londres, en Angleterre.

## Histoire
Ivo Watts-Russell et Peter Kent, employés du magasin de disques et du label Beggars Banquet, fondent Axis Records à la fin de l'année 1979, en tant que propriété de Beggars Banquet, qu'ils dirigent tous les deux. Après quatre premiers singles sortis par Axis au début de l'année 1980, il devient évident que le nom Axis était déjà utilisé par une autre société de musique et le nom est changé en 4AD en janvier 1980, abréviation du mot forward. Les autres noms envisagés incluaient 1980AD, 4WD et 1984.
Peter Kent quitte 4AD dès 1980 pour fonder le label Situation Two, toujours avec le soutien de Beggars Banquet. En 1983, Ivo Watts-Russell invite le jeune designer graphique Vaughan Oliver, connu sous le pseudonyme v23, à créer des pochettes d'album sous le label graphique 23 Envelope. Sous l'égide de ce dernier, 4AD acquiert une identité visuelle forte et distincte en parfait complément avec la musique atmosphérique de cette époque. Des groupes comme Bauhaus, Cocteau Twins et Dead Can Dance deviennent cultes dès le milieu des années 1980. Mais 4AD continue son développement, et des signatures comme les Throwing Muses et les Pixies montre une attention croissante pour le rock underground américain. Au même moment, en 1987, 4AD réussit un coup surprenant en plaçant au no 1 des charts britanniques le hit Pump Up the Volume de MARRS, considéré comme précurseur pour la house music britannique et la culture du sampling (c'est le premier no 1 britannique à contenir des samples d'autres chansons).
En 1990, 4AD ouvre un bureau américain à Los Angeles et rencontre le succès avec des groupes comme les Breeders, Red House Painters, Unrest, His Name Is Alive et Frank Black. 4AD crée aussi un petit label, Guernica, qui sert d'antichambre pour des artistes et n'est plus actuellement utilisé. En 1999, Ivo Watts-Russell revend ses parts dans 4AD à Beggars Group (comme il se nomme désormais). Au cours des trois années suivantes, 4AD supervise les nouvelles sorties de Scott Walker, Bon Iver, Iron & Wine, et Tune-Yards, tout en élargissant sa liste avec un certain nombre de beats et d'artistes électroniques sous la forme d'actes comprenant Purity Ring et Grimes, ce dernier sortant l'un des albums les mieux reçus de l'année 2012. Parmi les autres signatures du label figurent bEEdEEgEE, de Gang Gang Dance, Lo-Fang, et le producteur britannique SOHN. Au début de l'année 2014, le label a également annoncé les ajouts de Future Islands et Merchandise, suivis par D.D Dumbo.
En 2015, le label sort les albums de Deerhunter et Grimes, entre autres, qui sont salués par la critique. L'année suivante, le label et The National décrochent leur premier numéro 1 au Royaume-Uni avec Sleep Well Beast. À cette période, les dernières signatures du label incluent Aldous Harding et le groupe britannique Dry Cleaning.
En avril 2021, le label sort Bills and Aches and Blues, une compilation où des groupes de 4AD reprennent des chansons que le label a publiées au cours de ses 40 années d'existence.

## Groupes et artistes
- Aeroplane
- Air Miami
- Atlas Sound
- The Amps
- Ariel Pink
- A.R. Kane
- Daniel Ash et Glenn Campling
- Tom Barril
- Bauhaus
- Bearz
- Beirut
- Belly
- Heidi Berry
- The Big Pink
- Big Thief
- Bing and Ruth
- The Birthday Party
- Frank Black
- Blonde Redhead
- Bon Iver
- The Breeders
- Budd/Fraser/Guthrie/Raymonde
- Le Mystère des voix bulgares
- Camera Obscura
- Clan of Xymox
- Cocteau Twins
- Colourbox
- Cuba
- Cupol
- Dance Chapter
- Daughter
- D.D Dumbo
- Dead Can Dance
- Deerhunter
- Dif Juz
- Dry Cleaning
- Tanya Donelly
- Efterklang
- EL VY
- Frazier Chorus
- Future Islands
- Gang Gang Dance
- Lisa Germano
- Lisa Gerrard
- Lisa Gerrard et Pieter Bourke
- B. C. Gilbert / G. Lewis
- The Glee Club
- Grimes
- GusGus
- Rene Halkett/David Jay
- The Happy Family
- Aldous Harding
- Hans Zimmer et Lisa Gerrard
- Tim Hecker
- Kristin Hersh
- His Name Is Alive
- The Hope Blister
- Holly Herndon
- Rowland S. Howard / Lydia Lunch
- In Camera (en)
- Insides
- Jenny Hval
- Matt Johnson
- Lakuna
- Last Dance
- The Lemon Twigs
- Liima
- The Lillies
- Liquorice
- LNZNDRF
- Lydia Lunch
- Lush
- MARRS
- Mass (en)
- Merchandise
- Methyl Ethel
- Modern English
- Mojave 3
- John Moreland
- My Captains
- The National
- Colin Newman
- The Paladins
- Pale Saints
- The Past 7 Days
- Brendan Perry
- Pieter Nooten / Michael Brook
- Pixies
- Pixx
- Psychotic Tanks
- Purity Ring
- Red House Painters
- Rema-Rema
- Richenel
- Scheer
- Betty Serveert
- Shox
- Kendra Smith
- SOHN
- Sort Sol
- Spirea X
- Spoonfed Hybrid
- Starry Smooth Hound
- Swallow (en)
- Tarnation (en)
- That Dog
- The The
- Thievery Corporation
- This Mortal Coil
- Throwing Muses
- Tune-Yards
- TV on the Radio
- Ultra Vivid Scene
- Underground Lovers
- Unrest
- U.S. Girls
- Scott Walker
- The Wolfgang Press
- Xmal Deutschland